# Paul Irrl
Paul Johann Karl Irrl (* 15. Juni 1888 in Wien; † 12. April 1961 in Tulln) war ein österreichischer Fußballspieler auf der Position eines Abwehrspielers, der zumeist als rechter Verteidiger zum Einsatz kam.
Nach dem Ende seiner aktiven Karriere war Irrl, der zunächst als Buchhalter beschäftigt und später als Zentralverwalter der landwirtschaftlichen Genossenschaft in Tulln tätig war, auch auf Funktionärsebene im Fußballsport aktiv.

## Leben und Karriere

### Familie und Ehe
Paul Irrl wurde am 15. Juni 1888 als Sohn von Hugo Alois Irrl (* 14. November 1852 in Wien), Offizial (Kassier) bei der Kaiser Ferdinands-Nordbahn, der Betreibergesellschaft der österreichischen Nordbahn, und dessen Ehefrau Hermine Aloisa (geborene Schrattenbach; * 2. Juni 1862 in Wien; † 26. Jänner 1940 ebenda) in der Castellezgasse Nr. 11 Wien-Leopoldstadt geboren und am 29. Juni 1888 auf den Namen Paul Johann Karl getauft. Seine Eltern hatten am 4. Mai 1886 in der Dominikanerkirche im ersten Wiener Gemeindebezirk geheiratet. Seine Großeltern väterlicherseits waren der Thürhüther Johann Irrl und dessen Ehefrau Anna (geborene Kleiner). Seine Großeltern mütterlicherseits waren der Geschäftsführer Maximilian Schrattenbach und dessen Ehefrau Rosa Antonia (geborene Bauer).
Am 28. Februar 1911 heiratete der damals 22 Jahre alte Irrl, der damals als Buchhalter tätig war, in der Pfarre Meidling die gleichaltrige Private und Geschäftsführerstochter Antonia Schleg(e)l (* 21. Mai 1888 in Wien-Meidling; † 28. September 1960 in Tulln). Aus der Ehe entstammt mindestens ein Sohn.

### Ausbildung, Karriere und Tod
Das Elternhaus Irrls lag direkt neben dem Augarten. Seine Schulausbildung erhielt er unter anderem an der Radetzky-Realschule, die etwas weiter südlich im Weißgerberviertel im dritten Wiener Gemeindebezirk lag. Dort kam er auch für die Schulfußballmannschaft zum Einsatz und spielte später beim Akademischen FC Sturm, ehe er zur Reservemannschaft des Sportclub „Rapid“ stieß. Am 21. Oktober 1917 kam Irrl bei einem 1:1-Remis am Hertha-Platz gegen den ASV Hertha Wien zu seinem einzigen Pflichtspieleinsatz für die erste Mannschaft von Rapid. An diesem Tag kam er als Ersatz für Vinzenz „Gigerl“ Dittrich bzw. Willibald Stejskal, die an diesem Tag beide nicht spielten, zum Einsatz. Danach bestritt Irrl kein weiteres Pflichtspiel mehr und beendete die Saison 1917/18 mit den Grün-Weißen als Zweiter hinter dem Floridsdorfer AC. Später wechselte er aus beruflichen Gründen zum SV Tulln, wo er ebenfalls als Spieler aktiv war und sich anschließend viele Jahre als Vereinsfunktionär engagierte. In den Jahren 1947 bis 1950 fungierte er zudem als Vorstandsmitglied des Niederösterreichischen Fußballverbands (NÖFV). Um das Jahr 1955 war er Präsident des SC Tulln. Vom NÖFV wurde er mit der Verbandsehrennadel in Silber und Gold ausgezeichnet. Beruflich war er über viele als Zentral- bzw. Oberverwalter der landwirtschaftlichen Genossenschaft, dem späteren Lagerhaus, in Tulln tätig.
Am 12. April 1961 starb Irrl 72-jährig in Tulln; seine Ehefrau war etwas über ein halbes Jahr vor ihm ebenfalls 72-jährig verstorben.